# ساعة رقمية

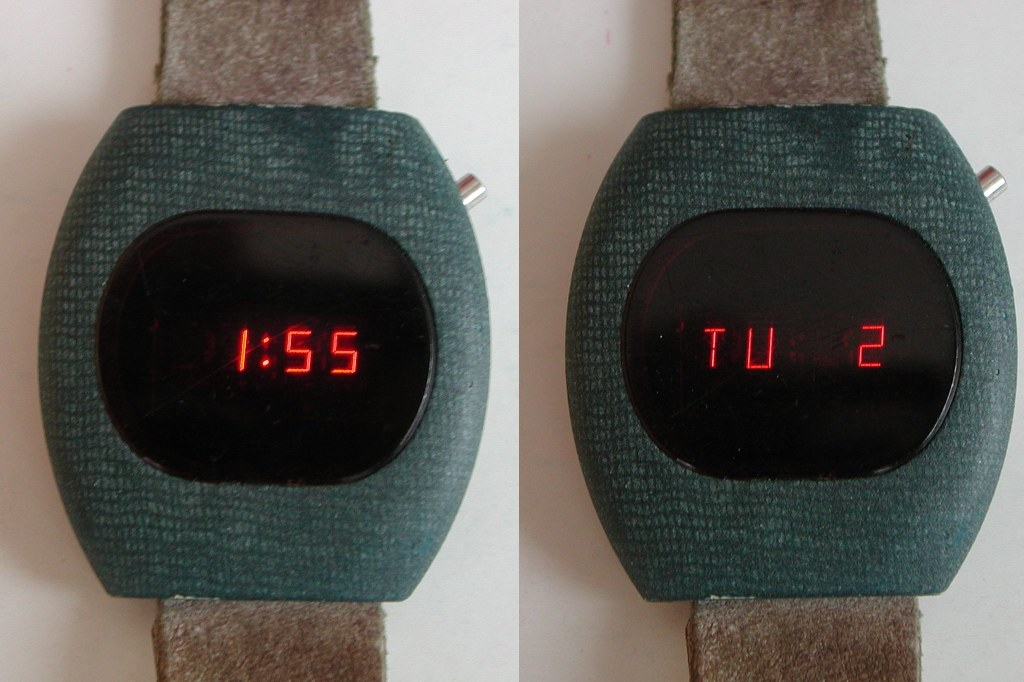
ساعة رقمية لعام 1978 مع صمام العرض، في الجهة اليسرى وقت الساعة، واليمنى اليوم، والتاريخ

الساعة الرقمية (بالإنجليزية: Digital clock)‏ هي ساعة تُظهر الوقت من خلال الأرقام. وهي مختلفة عن الساعة العادية لانها خفيفة ويظهر فيها الوقت والتاريخ.
تصميم ساعة رقمية بواسطة القلابات من نوع J-K التي تؤمن الشفرة الثنائية للأرقام العشرية باستخدام العدادات الغير متواقتة .
العناصر الإلكترونية المستخدمة
- قلابات من نوع J-K شريحة ذات الرقم 74LS76 .
- دارة فاك شفرة 7 Segment من نوع مصعد مشترك شريحة ذات الرقم74LS47*بوابات NAND شريحة ذات الرقم 74LS00 .
- لوحة إظهار 7 Segment نوع مصعد مشترك.
- مولد نبضات + منبع تيار مستمر.

مبدأ العمل
هذه الدارة المنطقية تعتمد في عملها على العدادات الغير متواقتة، بحيث يحتاج قلاب واحد فقط إلى مولد نبضات ويكون خرج هذا القلاب هو مولد نبضات للقلاب التالي .
كيفية عمل الخانة الأولى للساعة
إن الخانة الأولى تمثل الأعداد من 0 وحتى 9 ذات الشفرة الثنائية 0000 وحتى 1001 ومنه نحن بحاجة إلى أربعة قلابات J-K متتالية لتأمين هذه الشفرة . مع تصفير كل القلابات عند بلوغ الشفرة 1010 التي تمثل العدد عشرة 

كيفية تصفير القلابات بمجرد ظهور العدد 10
ببساطة يتم ذلك باستعمال بوابة NAND ذات أربع مداخل وبوابتين NOT بحيث يكون خرج بوابة NAND يساوي 0 فقط إذا كانت شفرة القلابات هي 1010 وهذا يؤدي إلى تصفير جميع القلابات حيث ان مذاخل التصفير الخاصة بها متصلة مع خرج البوابة NAND
وفي الاخير نحصل على الخانة الأولى من الساعة تعد من 0 إلى 9 ونفس الخطوات نتبعها في باقي الخانات مع الاخد بعين الاعتبار ان بعضها يعد فقط إلى 5

## معرض صور

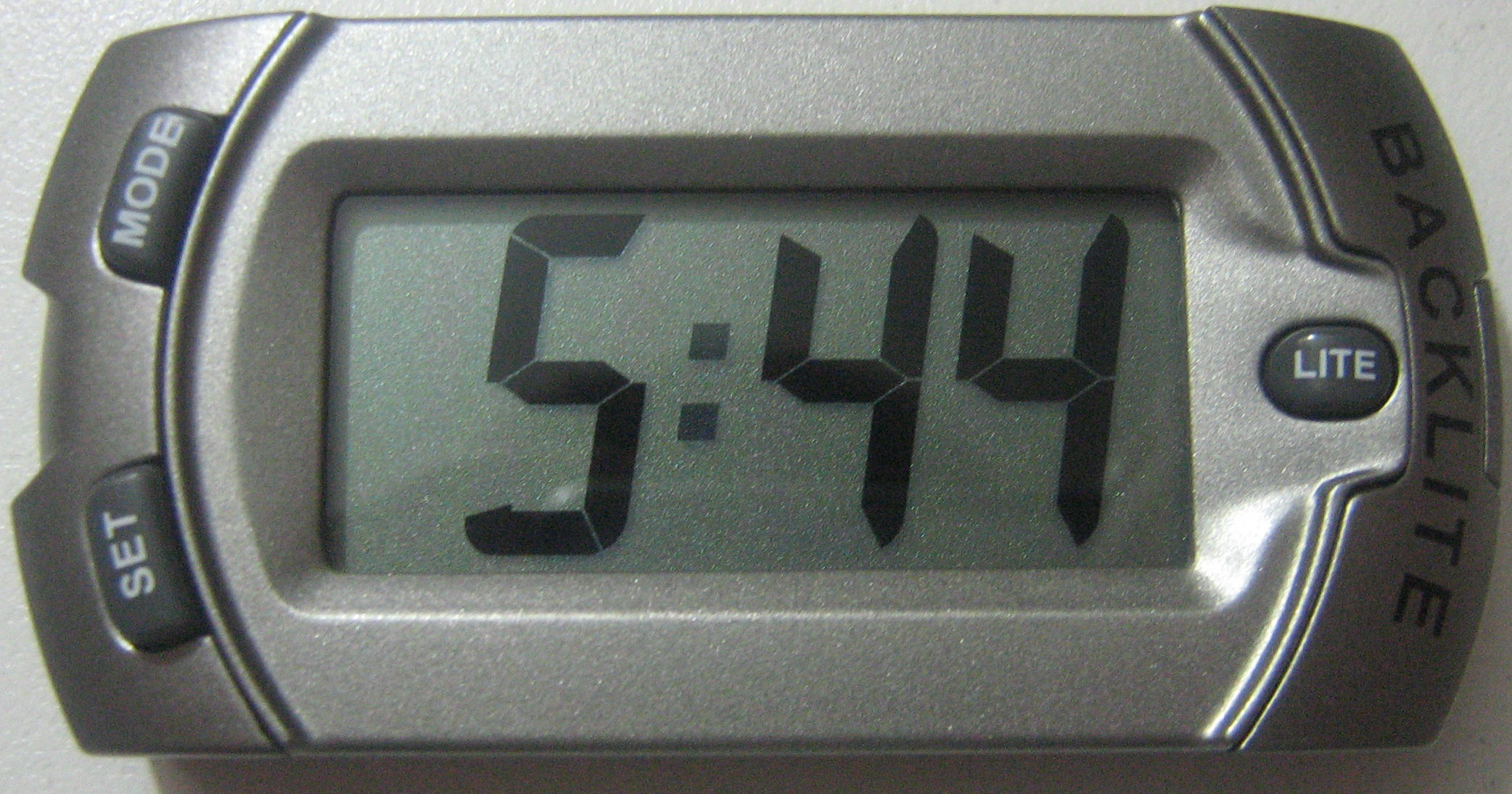
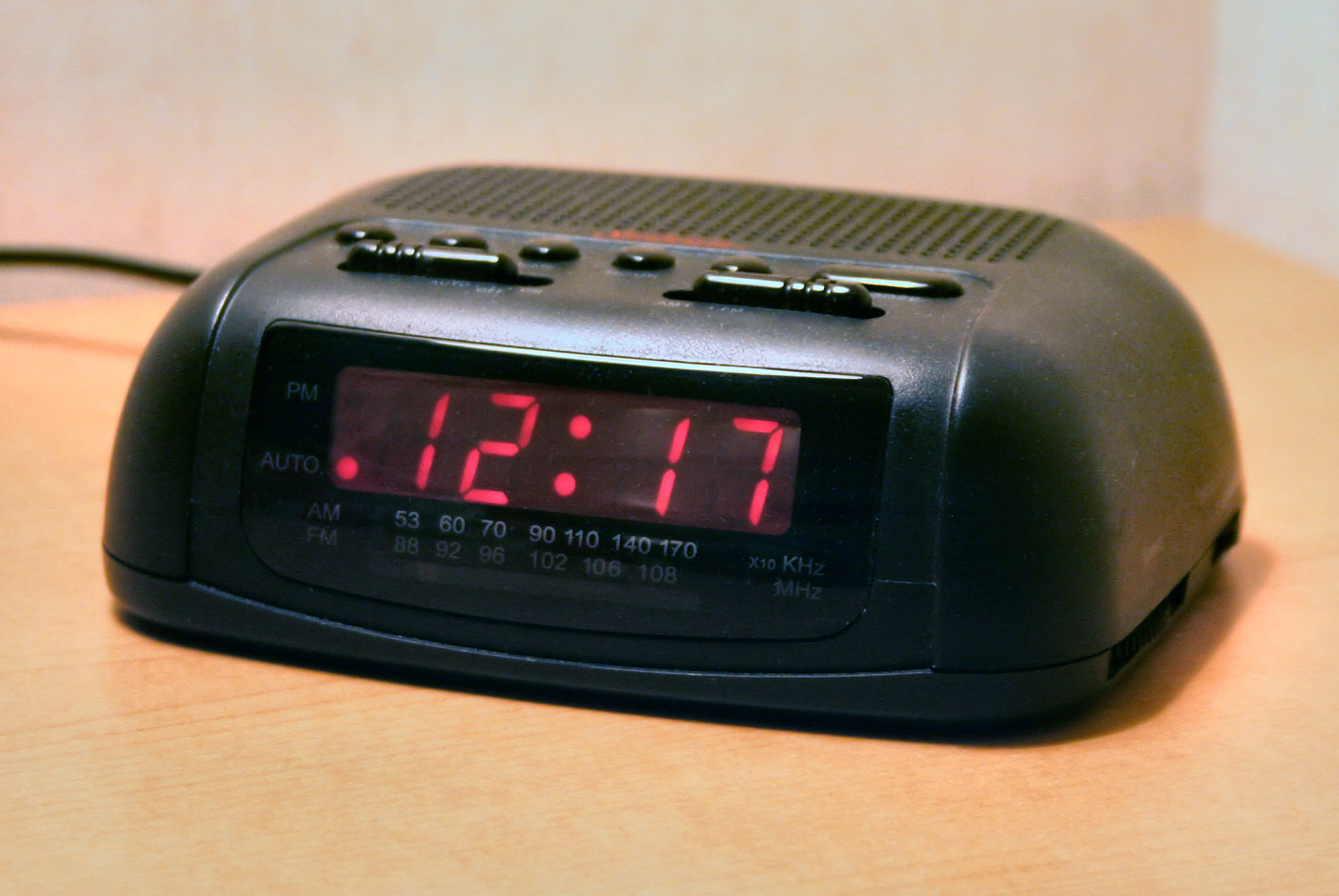
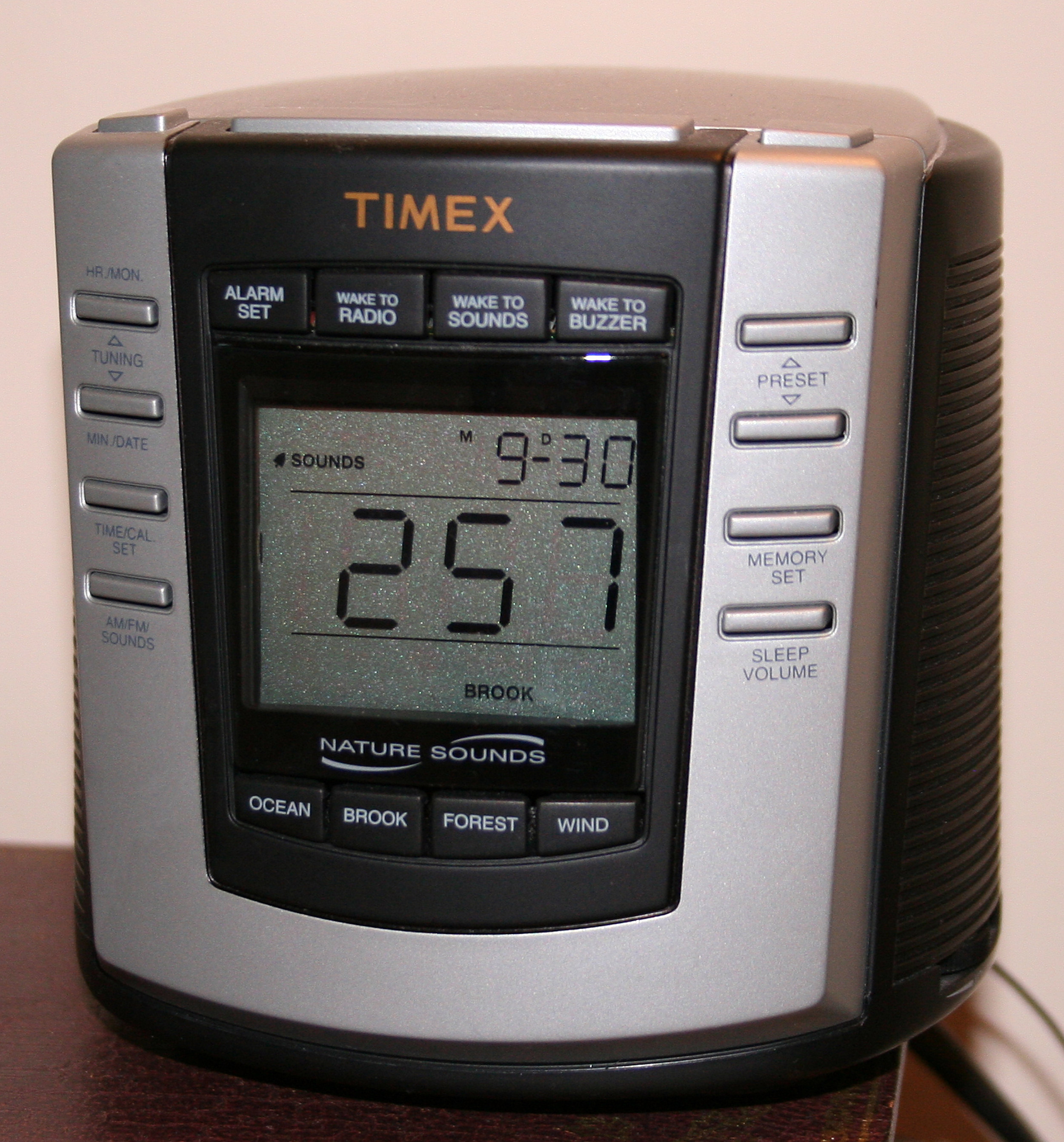
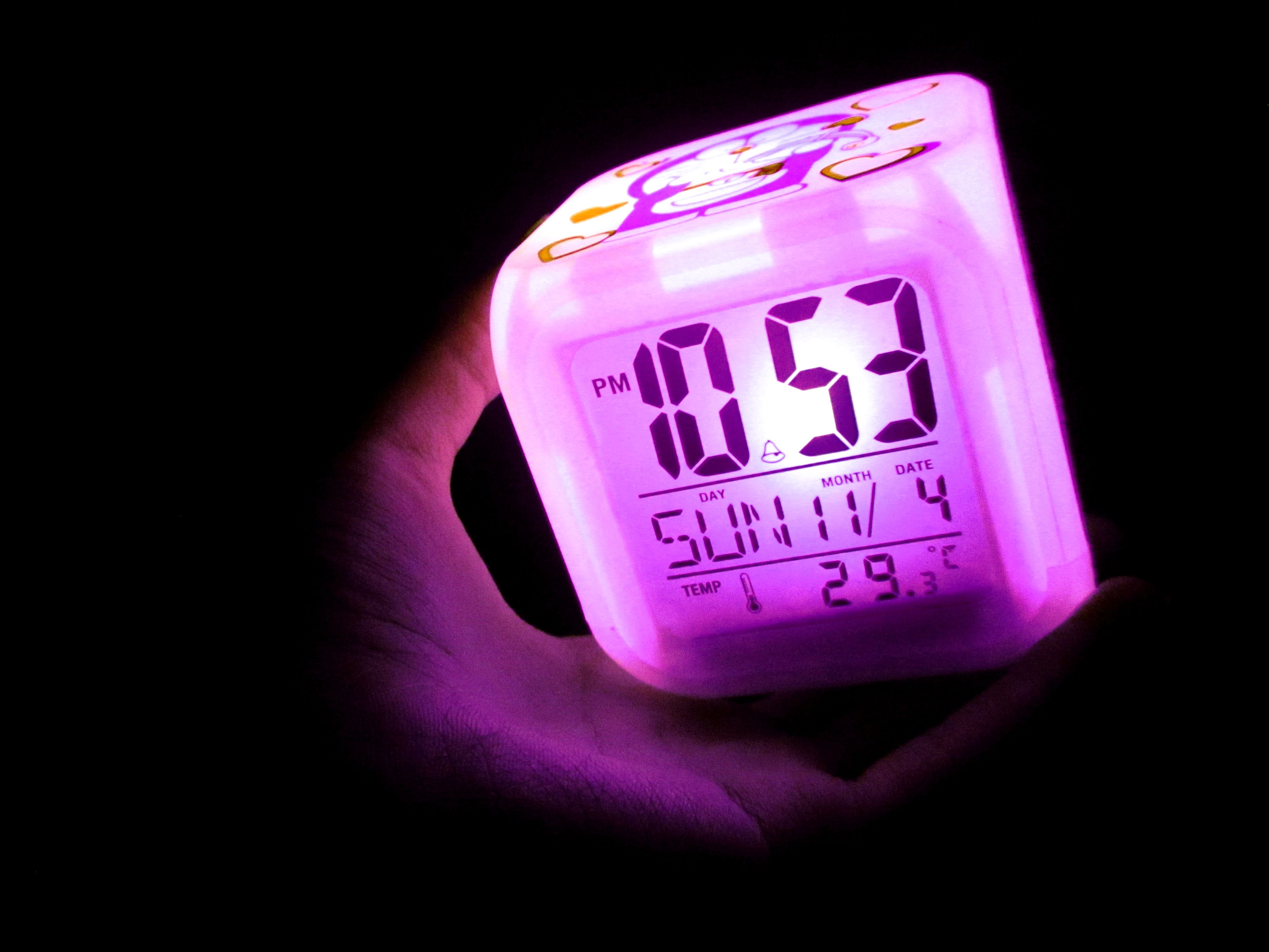